# Drino nigripalpis
Drino nigripalpis là một loài ruồi trong họ Tachinidae.